# دوين كورتني
دوين كورتني (بالإنجليزية: Duane Courtney) (7 يناير 1985 في المملكة المتحدة - ) هو لاعب كرة قدم بريطاني في مركز الدفاع. لعب مع برمنغهام سيتي وذا نيو سينتس ونادي بيرنلي ونادي يورك سيتي وتيلفورد يونايتد وAlfreton Town F.C. ‏ ونادي كيدرمينستر هاريرز لكرة القدم ونادي تاموورث ونادي كوربي تاون.

## وصلات خارجية
- دوين كورتني على موقع قاعدة بيانات كرة القدم.إي يو (الإنجليزية)
- دوين كورتني على موقع Soccerbase.com (لاعب) (الإنجليزية)
- دوين كورتني على موقع Soccerway.com (الإنجليزية)